# 아비람
아비람 (Abiram, Abiron, אֲבִירָםאֲבִירָםאֲבִירָם)이란 사람의 이름의 의미는 "나의 아버지는 찬송을 받으신다"라는 뜻이다. 구약성경에는 두명이 나온다. 첫번째는 엘리압의 아들로서 다단의 형제인데 고라와 함께 모세와 아론에게 반항하여 땅이 갈라져서 죽는 심판을 여호와 하나님께 받았다.두 번째 인물은 베델 사람 히엘의 장남으로 여리고 증축시에 그의 아버지와 함께 죽었다.
아브람(Abram)이란 이름이 어원적으로 동일한 의미를 갖다고 여겨진다.